# Gesellschaft zu Rebleuten

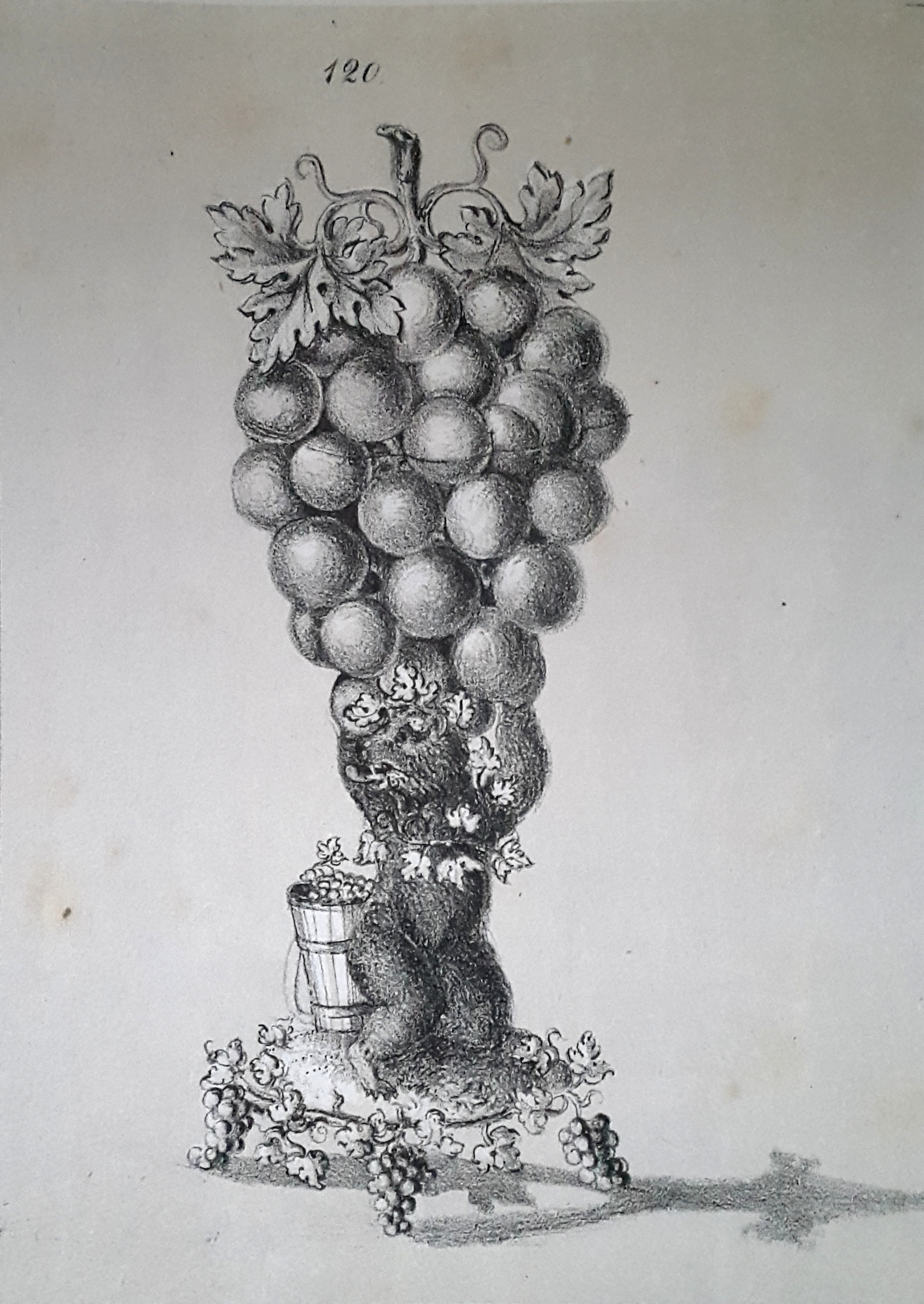
Verschollener Trinkpokal der Gesellschaft zu Rebleuten (1862)

Die Gesellschaft zu Rebleuten war eine 1729 aufgelöste burgerliche Gesellschaft der Stadt Bern.

## Geschichte
Die Stadtansicht von Gregorius Sickinger aus dem Jahr 1607 macht deutlich, dass der Berner Altenberg und die Hänge südlich der heutigen Bundesgasse und Kochergasse zu dieser Zeit mit Reben bepflanzt waren.
In der allgemeinen Handwerksordnung von 1373 wurden die Löhne der Rebleuten obrigkeitlich geregelt. Wie alle andern Handwerkszweige haben sich auch die Rebleute als Stuben organisiert. Die Räblüten ordnung von 1479 besagt, dass sich die bernischen Rebleute in zwei Stuben geteilt hatten. In der Auszügerliste für den Waldshuterkrieg (1468) erscheint nunmehr eine Stube. Die Stube zu Rebleuten besass seit 1501 ein Gesellschaftshaus an der Gerechtigkeitsgasse 51. Die Rebleuten unterhielten eine Bruderschaft mit einem dem Heiligen Urban geweihten Altar in der Antonierkirche, später in der Barfüsserkirche. Der räblütten nüwe ordnung von 1530 hielt fest, dass bisshar vill missbruch under den räblütten geübt worden, dennoch erliess die bernische Obrigkeit auf Begehren der Rebleute eine neue Ordnung, die nur noch eine Stube gestattete. Laut einem Ratsbeschluss von 1608 hatte sich die Gesellschaft um die Reben am Altenberg zu kümmern. 1638 stellte der bernische Rat unhaltbare Zustände im Zusammenhang mit den Ehrengeschirren fest und ordnete eine Inventarisierung an.
Mit der Eroberung der Waadt wurde in Bern Wein vom Genfersee bevorzugt, was den Niedergang des Rebbaus rund um die Stadt Bern bedeutete. Die Gesellschaft zu Rebleuten zählte 1475 43 und 1623 neun Angehörige und gegen Ende des 17. Jahrhunderts nur noch zwei. Die Vennerkammer hielt in einem 1696 erstellten Gutachten fest, die beiden verbliebenen Stubengesellen, den Schneider Hans Rudolf Berchtold (1663–?) und den Juristen Johann Rudolf Stauffer († 1729) anderen Gesellschaften zuzuweisen. Berchtold sollte aufgrund seines Berufs zur Gesellschaft zu Mohren gehen und Stauffer samt dem Gesellschaftshaus zur Gesellschaft zu Schiffleuten, da diese finanziell schlecht dastand. 1700 beschloss der Rat, Rebleuten vollständig Mohren zu inkorporieren, wovon man allerdings später wieder absah. 1704 wurde entschieden, die Situation bis zum Ableben des letzten Stubengesellen zu belassen, jedoch ein Mitglied des Kleinen Rats als Inspektor einzusetzen.  Nach dem Tod Stauffers fiel das Haus zu Rebleuten an die Stadt Bern, die es daraufhin an den Apotheker Daniel Wyttenbach (1671–1737) verkaufte.

## Wappen
Nach der 1700 von Emanuel Jenner (1657–1741) geschaffenen Medaille mit den Wappen der burgerlichen Gesellschaften Berns führte Rebleuten einen Rebstock im Wappen. Das Burgerbuch von 1932 gibt zwei Wappen wieder, einmal einen Schild mit zwei Rebmessern und ein anderes mit zwei Rebstöcken.

## Rebleuten-Apotheke

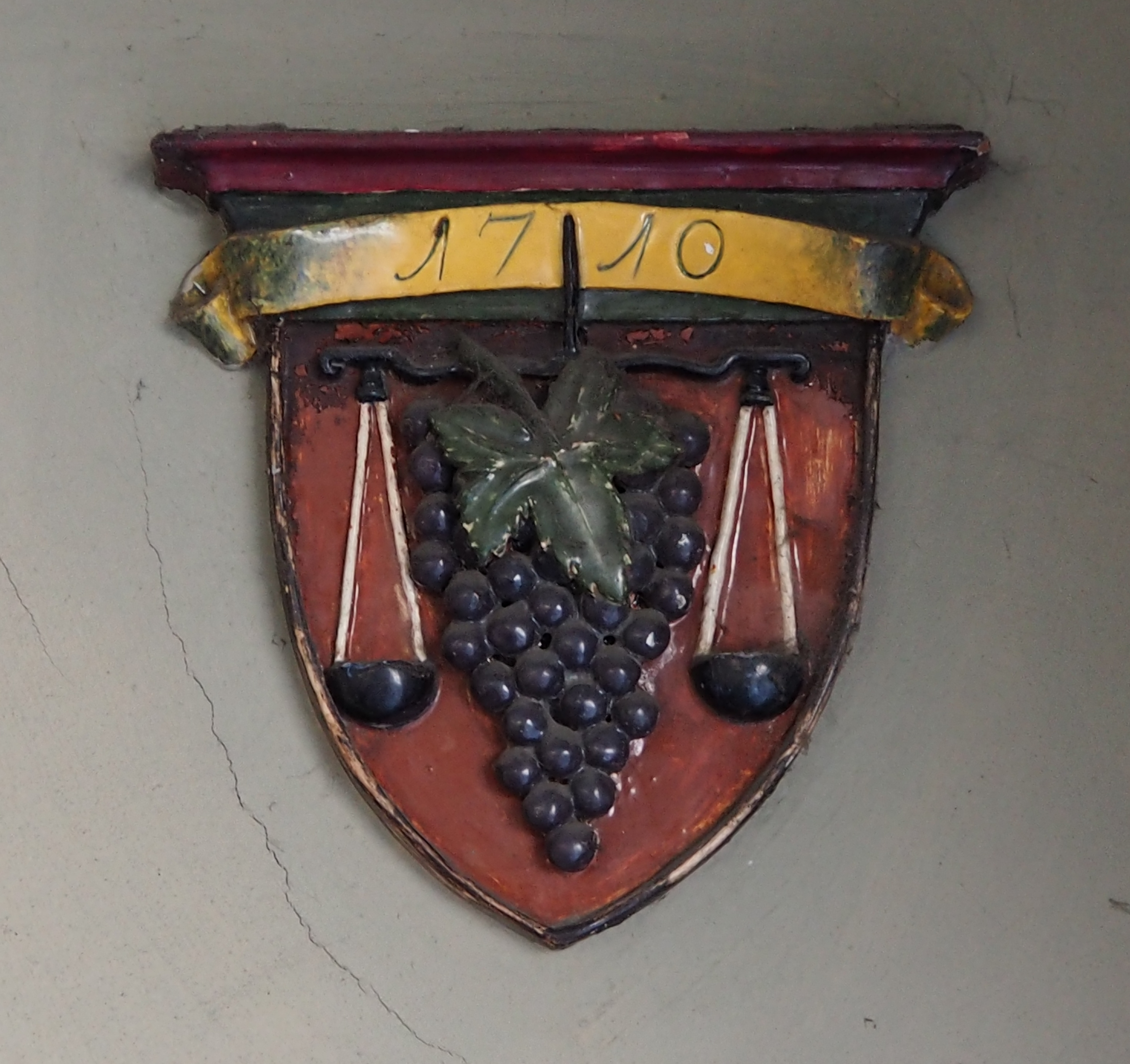
Emblem der Rebleuten-Apotheke, Bern, Gerechtigkeitsgasse 55 (um 1920/30)

Der Apotheker Daniel Wyttenbach (1671–1737) richtete 1729 die neue Rebleuten-Apotheke ein. Dessen Sohn Daniel Wyttenbach (1711–1744) führte das Geschäft fort. Nach seinem Ableben ging die Apotheke an seine Schwester Salome, die 1745 den Apotheker Samuel Wyttenbach (1715–1785) heiratete, der die Apotheke bis 1772 innehatte. Daniel Wyttenbach (1748–1818), ein Cousin zweiten Grades des Vorgenannten, übernahm Haus und Geschäft 1774. Wyttenbach verpachtete die Apotheke 1780 an den in Yverdon heimatberechtigten Apotheker Johann Friedrich Mückey (1742–1818) (verheiratet mit Maria Katharina Fueter). Dessen Schwager, der Medailleur und Münzmeister Christian Fueter, kaufte die Apotheke 1802. Fueters Sohn Carl Abraham Fueter (1792–1752) wurde selber Apotheker und übernahm das Haus. Seine Erben verkauften es 1880. Egon Studer, damaliger Inhaber der Rebleuten-Apotheke, wechselte 1974 nach Gümligen und begründete dort die Gümligen Apotheke.